# علم روبوتات تطوري
علم الروبوتات التطوري (ER) هو منهجية تستخدم الحوسبة التطورية لتطوير وحدات تحكم خاصة بـالروبوتات المستقلة بذاتها. تعمل الخوارزميات في الروبوتات التطورية بشكل متكرر على فئات من وحدات التحكم المرشحة، حيث يتم اختيارها مبدئيًا من بين مجموعة من التوزيعات، ثم يتم تعديل هذه الفئة بصورة متكررة وفقًا لـدالة اللياقة. وفي حالة الخوارزمية الجينية (أو "GA")، وهي طريقة شائعة في الحوسبة التطورية، يتم تطوير فئة وحدات التحكم على نحو متكرر وفقًا للعبور والتبديل وغيرها من عوامل الخوارزمية الجينية
ثم يتم انتقاؤها وفقًا لـدالة اللياقة. ويمكن استخلاص وحدات التحكم المرشحة المستخدمة في تطبيقات الروبوتات التطورية من بعض المجموعات الفرعية من مجموعة الشبكات العصبية الاصطناعية، على الرغم من أن بعض التطبيقات (بما في ذلك تطبيق SAMUEL، الذي تم تطويره في مركز البحرية للأبحاث التطبيقية في الذكاء الاصطناعي) تستخدم مجموعات مختارة من قواعد "IF THEN ELSE" كأجزاء مكونة من وحدة تحكم فردية. ومن الممكن نظريًا استخدام أي مجموعة من الصياغات الرمزية لـقوانين التحكم (التي تُسمى في بعض الأحيان سياسات في مجتمع التعلم الآلي) كمساحة لوحدات التحكم المرشحة المحتملة. ويمكن أيضًا استخدام الشبكات العصبية الاصطناعية لـتعلم الروبوتات خارج نطاق الروبوتات التطورية. ويمكن استخدام أشكال أخرى من التعلم التعزيزي، على نحو خاص، لتعلم وحدات التحكم الخاصة بالروبوتات.
ويرتبط علم الروبوتات النمائي بعلم الروبوتات التطوري، ولكنه يختلف عنه. فعلم الروبوتات التطوري يستخدم فئات من الروبوتات التي تتطور بمرور الوقت، في حين أن علم الروبوتات النمائي يهتم بكيفية نماء نظام التحكم الخاص بروبوت فردي من خلال التجربة بمرور الوقت.

## معلومات تاريخية
تم وضع أساس علم الروبوتات التطوري بالعمل في مجلس البحوث الوطني في روما في تسعينيات القرن الماضي، غير أن الفكرة الأولية لترميز نظام التحكم الآلي الخاص بالروبوت وتحويله إلى جينوم وتحسين التطور الاصطناعي له تعود إلى أواخر الثمانينيات.
وفي عامي 1992 و1993 أعلنت مجموعتان بحثيتان، الأولى تضم فلوريانو (Floreano) وموندادا (Mondada) في المعهد الفيدرالي السويسري (EPFL) الموجود في لوزان والمجموعة الثانية تضم كليف (Cliff) وهارفي (Harvey) وهاسبندز (Husbands) من كلية العلوم المعرفية والحسابية (COGS) في جامعة ساسكس عن نتائج واعدة من تجارب تم إجراؤها على تطور الروبوتات المستقلة. وأثار نجاح هذا البحث المبكر موجة من النشاط في المختبرات في جميع أنحاء العالم في محاولة للاستفادة من إمكانات هذا النهج.
وفي الآونة الأخيرة، حولت الصعوبة في «رفع مستوى» تعقيد مهام الروبوتات الاهتمام إلى حد ما إلى الهدف النظري للمجال بدلاً من الهدف الهندسي.

## الأهداف
هناك العديد من الأهداف المختلفة لعلم الروبوتات التطوري، وغالبًا ما تكون هذه الأهداف ضرورية في نفس الوقت. ومن بين هذه الأهداف إنشاء وحدات تحكم مفيدة لمهام الروبوت في العالم الحقيقي واستكشاف تعقيدات نظرية النشوء والارتقاء (مثل تأثير بالدوين) واستنساخ الظواهر النفسية والتعرف على الشبكات العصبية البيولوجية من خلال دراسة الشبكات الاصطناعية. ويتطلب خلق وحدات تحكم عن طريق التطور الصناعي عددًا كبيرًا من عمليات التقييم لمجموعة كبيرة. وهذه العملية تستغرق وقتًا كبيرًا، وهو ما يُعد أحد الأسباب وراء إجراء تقييم وحدات التحكم في البرمجيات في كثير من الأحيان. وكذلك، قد تبدي وحدات التحكم العشوائية الأولية سلوكًا من المحتمل أن يكون ضارًا مثل الارتطام بالجدران بشكل متكرر، الأمر الذي قد يؤدي إلى تلف الروبوت. ويُعتبر نقل وحدات التحكم المشاركة في محاكاة الروبوتات الفيزيائية أمرًا في غاية الصعوبة وتحديًا كبيرًا في استخدام نهج الروبوتات التطورية. ويرجع السبب في ذلك إلى أن عملية النشوء تكون حرة لاستكشاف جميع الاحتمالات للحصول على لياقة عالية.
وفي حالات نادرة، يمكن استخدام الحوسبة التطورية لتصميم البنية الفيزيائية للروبوت، بالإضافة إلى وحدة التحكم. ومن أبرز الأمثلة على ذلك استعراض كارل سيمس (Karl Sims) الخاص بشركة ثينكينغ ماشينز كوربوريشن (Thinking Machines Corporation).

## الدافع وراء علم الروبوتات التطوري
تتطلب الكثير من خوارزميات التعلم الآلي شائعة الاستخدام مجموعة من الأمثلة التدريبية التي تتكون من مدخلات افتراضية وإجابة مطلوبة. وفي العديد من تطبيقات تعلم الروبوتات تكون الإجابة المطلوبة هي إجراء يقوم به الروبوت. وعادة ما تكون هذه الإجراءات غير معروفة بشكل واضح مسبقًا، حيث إن الروبوت يستطيع، في أفضل الأحوال، تلقي قيمة تشير إلى نجاح أو فشل إجراء ما قام به. والخوارزميات التطورية هي الحلول الطبيعية لهذا النوع من إطار المشكلة، حيث يحتاج عامل اللياقة فقط إلى ترميز نجاح أو فشل وحدة تحكم معينة، بدلاً من الإجراءات الدقيقة التي يتعين على وحدة تحكم القيام بها. ومن بدائل استخدام الحوسبة التطورية في عملية تعلم الروبوتات هي استخدام أشكال أخرى من التعلم التعزيزي، مثل التعلم بالدوال، لتعلم أي لياقة خاصة بأي إجراء معين، ثم استخدام قيم اللياقة المتوقعة بشكل غير مباشر لإنشاء وحدة تحكم.

## المؤتمرات والمعاهد

### المؤتمرات الرئيسية
- علم الروبوتات التطوري
- مؤتمر الحسابات الجينية والتطورية (GECCO)
- مؤتمر جمعية مهندسي الكهرباء والإلكترونيات حول الحوسبة التطورية
- المؤتمر الأوروبي حول الحياة الاصطناعية

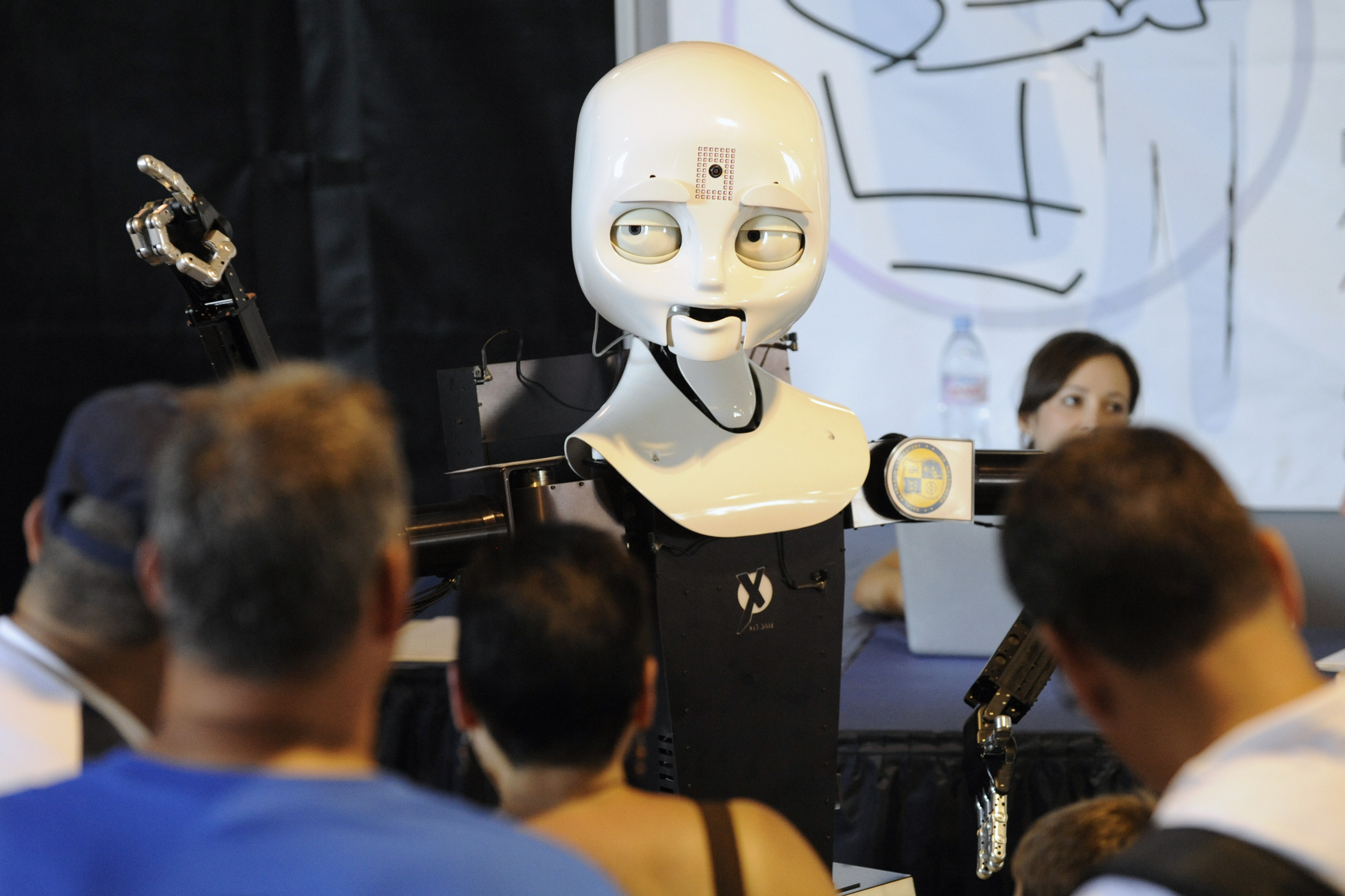
روبوت أوكتافيا التفاعلي الخاص بمركز البحرية للبحوث التطبيقية في الذكاء الاصطناعي

- الحياة الاصطناعية

### المعاهد الأكاديمية والباحثون
- جامعة شالمر للتكنولوجيا: بيتر نوردين (Peter Nordin)، مشروع الروبوت الإنساني نسخة محفوظة 30 يونيو 2007 على موقع واي باك مشين.
- جامعة ساسكس: إينمان هارفي وفيل هاسباندز وايزيكيل دي باولو (Ezequiel Di Paolo)) وإيريك فون (Eric Vaughan) وتوماس بورمان (Thomas Buehrmann)
- المركز القومي للبحوث: (CNR) ستيفانو نولفي (Stefano Nolfi) ودومينكو باريسي (Domenico Parisi) وجيانلوكا بالداساري (Gianluca Baldassarre) وفيتو تراياني (Vito Trianni) وأونوفريو جيجليوتا (Onofrio Gigliotta) وجيانلوكا ماسيرا (Gianluca Massera) ومارياجيوفانا مازابيودا (Mariagiovanna Mazzapioda)
- المعهد الفيدرالي السويسري: داريو فلوريانو (Dario Floreano)
- جامعة زيوريخ: رولف بفايفر (Rolf Pfeifer)
- جامعة كورنيل: هود ليبسون (Hod Lipson)
- جامعة فيرمونت: جوش بونجارد (Josh Bongard)
- جامعة إنديانا: راندال بير (Randall Beer)
- مركز الروبوتات والآلات الذكية، جامعة ولاية كارولينا الشمالية: إيدي جرانت أندرو نيلسون (Andrew Nelson)
- كلية لندن الجامعية: بيتر جي بينتلي (Peter J. Bentley) وسيافاش هارون مهداوي (Siavash Haroun Mahdavi)
- جامعة إسيكس: سيمون لوكاس (Simon Lucas)
- جامعة برانديز: جوردان بولاك (Jordan Pollack)
- المعهد السويسري للذكاء الاصطناعي (IDSIA) وجامعة ميونيخ التقنية: مختبر يورجن شميدهوبر (Juergen Schmidhuber) للروبوتات
- كلية سكوفد الجامعية: توم زيمكي (Tom Ziemke)
- مركز البحرية للأبحاث التطبيقية في الذكاء الاصطناعي التابع لمختبر الأبحاث التابع للبحرية الأمريكية : آلان سي شولتز (Alan C. Schultz) وميتشل إيه بوتر (Mitchell A. Potter) وكينيث دي جونج (Kenneth De Jong)
- جامعة أوسنابروك، مجموعة علم الأعصاب السيبرنتيكي : فرانك بازمان (Frank Pasemann)
- الكائنات الافتراضية المتطورة لمؤلفه كارل سيمس (GenArts)
- روبوتات الحياة الاصطناعية لكين رينالدو (Ken Rinaldo)
- فريق المفاهيم المتطورة التابع لوكالة الفضاء الأوروبية : داريو إيزو (Dario Izzo)
- جامعة إقليم الباسك (UPV-EHU): Robótica Evolutiva، بابلو جونزاليز-نالدا (Pablo González-Nalda) (بالإسبانية) PDF (بالإنجليزية)
- جامعة بليموث: أنجلو كانجلوزي (Angelo Cangelosi) و ديفيد ماركو (Davide Marocco) و فابيو رويني (Fabio Ruini) و* مارتين بينياك (Martin Peniak)
- جامعة هيريوت-وات: باتريسيا إيه فارجاز (Patricia A. Vargas)
- جامعة بيير وماري كيوري، ISIR: ستيفان دونسييه (Stephane Doncieux) و جان-بابتيست موريت (Jean-Baptiste Mouret)
- جامعة باريس-الجنوب Inria، IAO/TAO: نيكولاس بريديش (Nicolas Bredeche)
- معهد RIKEN لعلوم الدماغ: فادي النجار
- معهد كارلسروه للتكنولوجيا، معهد المعلوماتية التطبيقية وأساليب الوصف الرسمية نسخة محفوظة 25 أغسطس 2018 على موقع واي باك مشين.: لوكاس كونيج (Lukas Koenig)

## وصلات خارجية
- Institute of Robotics in Scandinavia AB (iRobis)
- An Evolutionary Architecture for a Humanoid Robot
- An introduction to Evolutionary Robotics with annotated bibliography
- The Evolutionary Robotics Homepage
- A gentle introduction to ER